# Hemipsocidae
Hemipsocidae (лат.) — семейство сеноедов из подотряда Psocomorpha. Около 30 видов.

## Описание
Мелкие сеноеды. Лациния с неравномерно разделенной вершиной. Лапки 2-члениковые, коготки с предвершинным зубцом; пульвиллы широкие. Переднее крыло с 2-ветвистой жилкой М. Птеростигма несколько уплощена; Rs и M встречаются в точке. Жилки (кроме Cu2) с одним рядом щетинок; край щетинистый. Заднее крыло голое. Эпипрокт самца с различными морщинистыми участками и отростками и краевыми щетинками. Парапрокт самца с сильными отростками. Гипандрий простой. Фаллосома заострена вперед с редуцированными внутренними парамерами; наружные парамеры тонкие, каркас фаллосомы тонкий; пениальная луковица с морщинистыми склерификациями. Субгенитальная пластинка выемчатая. Гонапофизы полные; брюшная створка широкая, заостренная; спинная створка широкая, заостренная; наружная створка крупная, треугольная с очень редкими щетинками.
В основном встречаются в тропиках.

## Классификация
- Anopistoscena Enderlein, 1912[5] — 1 вид
  - Anopistoscena specularifrons
- Cyclohemipsocus Li, 2002 — 1 вид
  - Cyclohemipsocus chinensis
- Hemipsocus Selys-Longchamps, 1872 — более 15 видов
- Metahemipsocus Li, 1995[6] — более 20 видов